# Hyptiotes indicus
Hyptiotes indicus là một loài nhện trong họ Uloboridae.
Loài này thuộc chi Hyptiotes. Hyptiotes indicus được Eugène Simon miêu tả năm 1905.